# Ash Fork
Ash Fork est une census-designated place (CDP) située dans le comté de Yavapai, dans l'État de l'Arizona aux États-Unis.

## Démographie
| 2000 | 2010 | - | - | - | - |
| ---- | ---- | - | - | - | - |
| 457  | 396  | - | - | - | - |